# 背斑拟鲈
背斑拟鲈（学名：Parapercis snyderi），又名史氏擬鱸，为拟鲈科拟鲈属的鱼类，俗名史氏拟鲈。分布于台湾岛等。该物种的模式产地在朝鲜。